# Waterloo Medal
La medaglia di Waterloo era una medaglia militare britannica offerta dal principe reggente Guglielmo del Regno Unito (poi re Guglielmo IV) a quanti avessero partecipato alle ultime fasi dell'ultima guerra anti-napoleonica.
Essa non è da confondere con quella fatta coniare dalla zecca di Londra per lo stato di Hannover, possedimento britannico sul continente.
La medaglia era simile ad altre medaglie fatte coniare dalle altre potenze vincitrici della Francia per commemorare la Battaglia di Waterloo.
Essa fu la prima medaglia per campagne militari coniata dal Regno Unito.

## Insegne
Medagliaè costituita da un disco d'argento sul quale è raffigurata sul diritto l'effigie del principe reggente Guglielmo del Regno Unito attorniato dalla scritta "GEORGE P. REGENT", mentre sul retro è presente la personificazione della Vittoria con le parole "WELLINGTON" e "WATERLOO", in esergo la data "JUNE 18 1815". La medaglia è appesa al nastro tramite un anello d'acciaio.
Nastrorosso con una fascia blu per parte.

## Insigniti notabili
- Anthony Bacon
- Charles Stephen Gore
- James Graham
- Colin Halkett
- Francis Bond Head
- John Stoyte
- John G. Millingen
- William Nicolay
- Hew Dalrymple Ross
- Charles Rowan
- George Scovell
- James Shaw Kennedy
- Sir Harry Smith, I baronetto
- John Byng, I conte di Strafford
- Sempronius Stretton
- Alexander George Woodford
- Paolo Francesco di Sales di Thorens
- Peregrine Maitland